# غونار بيرغ (لاعب دفع الجلة)
غونار بيرغ (بالسويدية: Gunnar Bergh)‏ هو رامي القرص سويدي، ولد في 20 مارس 1909 في Kinna ‏ في السويد، وتوفي في 25 يناير 1986 في Sätila ‏ في السويد.

## وصلات خارجية
- غونار بيرغ على موقع أوليمبيديا (الإنجليزية)
- غونار بيرغ على موقع اللجنة الأولمبية السويدية (السويدية)